# Salvatierra de Santiago (kommunhuvudort)
Salvatierra de Santiago är en kommunhuvudort i Spanien.   Den ligger i provinsen Provincia de Cáceres och regionen Extremadura, i den centrala delen av landet, 240 km sydväst om huvudstaden Madrid. Salvatierra de Santiago ligger 439 meter över havet och antalet invånare är 369.
Terrängen runt Salvatierra de Santiago är platt åt nordväst, men åt sydost är den kuperad. Runt Salvatierra de Santiago är det glesbefolkat, med 8 invånare per kvadratkilometer. Närmaste större samhälle är Miajadas, 20,0 km sydost om Salvatierra de Santiago. Omgivningarna runt Salvatierra de Santiago är huvudsakligen savann.